# Eishockey-Eredivisie (Belgien) 2001/02
Die Saison 2001/02 war die 82. Spielzeit der Eredivisie, der höchsten belgischen Eishockeyspielklasse. Meister wurde zum insgesamt achten Mal in der Vereinsgeschichte HYC Herentals.

## Modus
In der Hauptrunde absolvierten die sechs Mannschaften jeweils zehn Spiele. Die vier bestplatzierten Mannschaften qualifizierten sich für die Playoffs, in denen der Meister ausgespielt wurde. Für einen Sieg nach regulärer Spielzeit erhielt jede Mannschaft drei Punkte, für einen Sieg nach Overtime gab es zwei Punkte, bei einer Niederlage nach Overtime gab es einen Punkt und bei einer Niederlage nach regulärer Spielzeit null Punkte.

## Hauptrunde

### Tabelle
|    | Klub                      | Sp | S | OTS | OTN | N | T  | GT | Punkte |
| -- | ------------------------- | -- | - | --- | --- | - | -- | -- | ------ |
| 1. | Phantoms Deurne           | 10 | 9 | 0   | 1   | 0 | 78 | 33 | 28     |
| 2. | Olympia Heist op den Berg | 10 | 7 | 1   | 0   | 2 | 72 | 32 | 23     |
| 3. | HYC Herentals             | 10 | 5 | 1   | 1   | 3 | 38 | 44 | 18     |
| 4. | Griffoens Geel            | 10 | 4 | 0   | 0   | 6 | 46 | 56 | 12     |
| 5. | White Caps Turnhout       | 10 | 2 | 0   | 0   | 8 | 50 | 79 | 6      |
| 6. | Chiefs Leuven             | 10 | 1 | 0   | 0   | 9 | 35 | 67 | 3      |

Sp = Spiele, S = Siege, OTS = Siege nach Overtime, OTN = Niederlagen nach Overtime, N = Niederlagen

## Playoffs

### Spiel um Platz 5
- Chiefs Leuven – White Caps Turnhout 1:9/5:7

### Halbfinale
- Griffoens Geel – Phantoms Deurne 2:7/4:10
- Olympia Heist op den Berg – HYC Herentals 2:2/3:4

### Spiel um Platz 3
- Olympia Heist op den Berg – Griffoens Geel 8:3

### Finale
- Phantoms Deurne – HYC Herentals 5:1